# Seseli tenellum
Seseli tenellum är en flockblommig växtart som beskrevs av Pimenov. Seseli tenellum ingår i släktet säfferötter, och familjen flockblommiga växter. Inga underarter finns listade i Catalogue of Life.